# Thomas Grün
Thomas Grün (* 28. Februar 1995 in Niederkorn) ist ein ehemaliger luxemburgisch-deutscher Basketballspieler.

## Laufbahn
Grün durchlief die Jugendabteilung des BBC AS Zolwer und kam in der Saison 2010/11 auf erste Einsatzminuten in der Herrenmannschaft in der ersten Liga. Zwischen 2011 und 2014 besuchte er das Basketball-Internat der Urspringschule in Deutschland und machte dort sein Abitur.
Von 2014 bis 2016 spielte Grün bei SLUC Nancy in Frankreich, wurde überwiegend in der Jugendmannschaft eingesetzt, verbuchte in der Saison 2015/16 aber zudem fünf Kurzeinsätze in Nancys Herrenmannschaft in der ersten französischen Liga.
Im Juni 2016 wurde er von den Gladiators Trier aus der deutschen 2. Bundesliga ProA unter Vertrag genommen. Im September 2020 nahm Grün zusätzlich zur luxemburgischen die deutsche Staatsbürgerschaft an. Grün stieg in Trier zum Mannschaftskapitän auf. Er verließ die Moselaner nach dem Ende der Spielzeit 2021/22 und ging zu Basket Esch nach Luxemburg. In der Saison 2024/25 gewann er mit Esch den luxemburgischen Pokalwettbewerb, im Mai 2025 gab er das Ende seiner Basketballlaufbahn bekannt.

### Nationalmannschaft
Grün spielte für Luxemburgs Nationalmannschaften der Altersklassen U16, U18 und U20. Bei der U16-B-EM 2011 war er mit 19,3 Punkten pro Partie bester Werfer seiner Mannschaft. 2014 wurde er erstmals in die A-Nationalmannschaft berufen. 2016 wirkte er beim 82:75 der luxemburgischen Nationalmannschaft über Großbritannien mit – dies war der erste Sieg Luxemburgs in einem EM-Qualifikationsspiel überhaupt. 2023 gewann er mit Luxemburg die Europameisterschaft der kleinen Staaten. Im Februar 2025 trat er aus der Nationalmannschaft zurück.